# ترفيه
الترفيه أو التسلية هو أي نشاط يقوم بتوفير تسلية أو يسمح للأشخاص بتسلية أنفسهم في أوقات الفراغ.

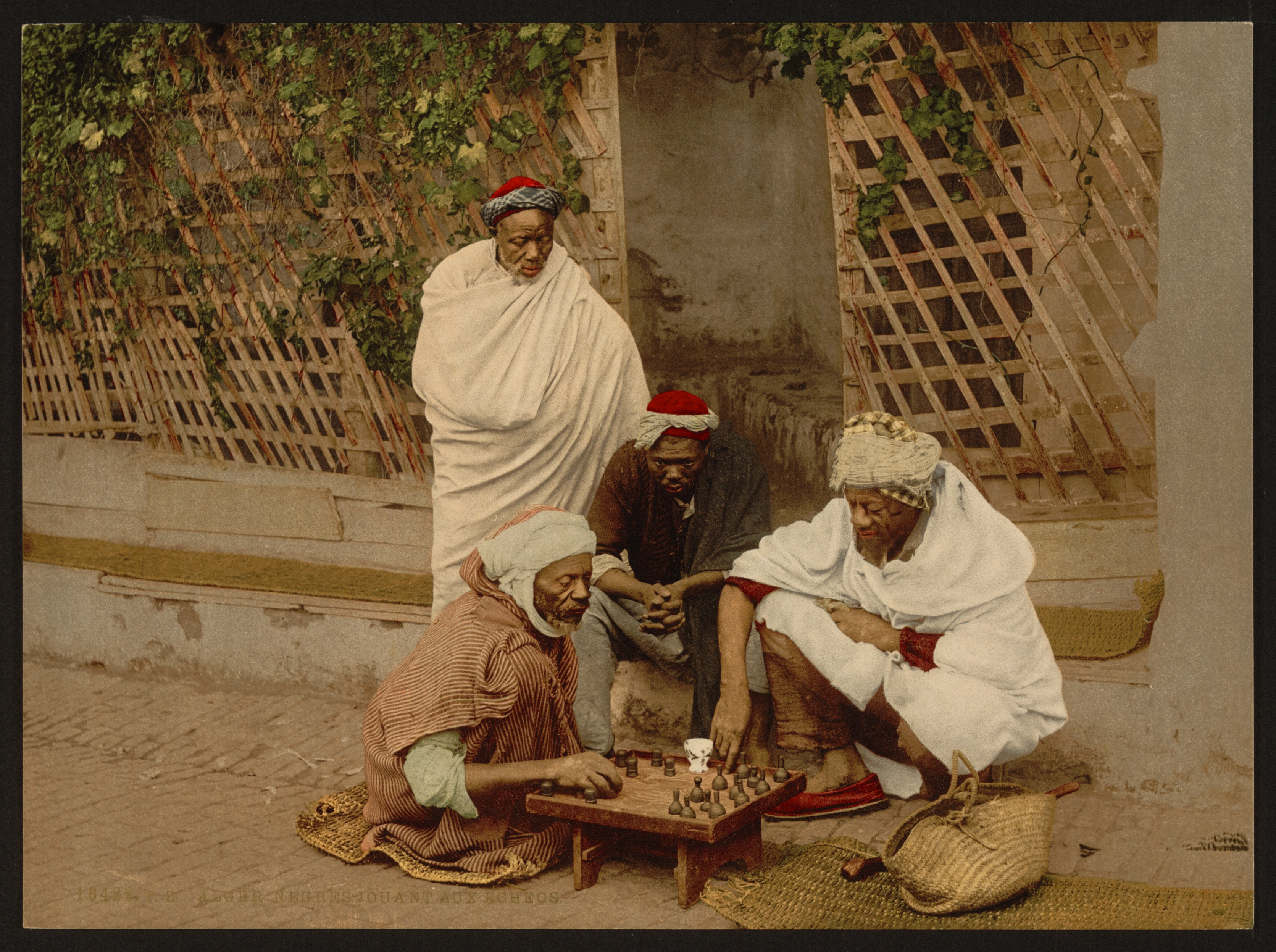
جزائريون يلعبون الشطرنج.

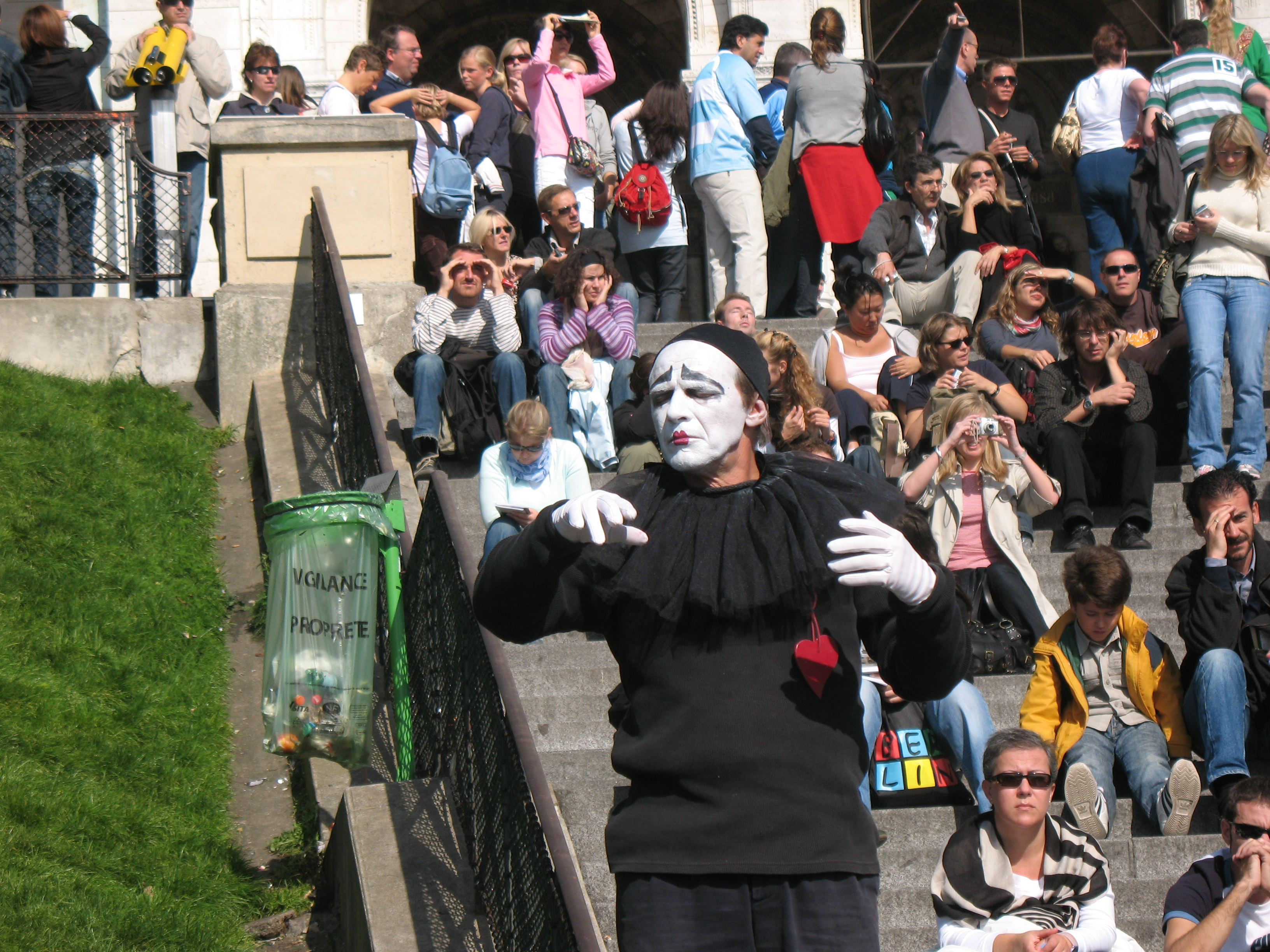
مهرج يعمل للترفيه عن الحشود في باريس، فرنسا

وعادة ما تكون التسلية كما هو الحال في مشاهدة الأوبرا أو السينما والأنشطة التي تنطوي على المشاركة في الألعاب أو الرياضة تعتبر في أكثر الأحيان ترفيه. وتعتبر الأنشطة مثل القراءة الشخصية أو التمرين على عزف الآلات الموسيقية من الهوايات.وتسمى الصناعة التي تعمل على توفير الترفيه بصناعة الترفيه.وهناك العديد من أشكال الترفيه، التي ترضي الأذواق الخاصة. فعلى سبيل المثال، هناك السينما، المسرح، الرياضة، الألعاب، الرقص الاجتماعي التي ترضي فئات مختلفة من الناس. ويمكن تقسيمها أيضا إلى مجموعات على أساس عمر الأشخاص المهتمين، مثل ترفيه الأطفال أو ترفيه الكبار. على سبيل المثال، الدمى، المهرجين، فن التمثيل الإيمائي والكرتون كلها أنشطة تستهدف الأطفال، ومع ذلك فيمكن إيجادها ممتعة للبالغين أيضاً

## أشكال الترفيه
هناك العديد من الأنشطة التي يجدها الناس ترفيهية، ومع ذلك فالأنشطة التي قد يجدها شخص ترفيهية، قد لا تكون ترفيهية لشخص آخر. ومن أنواع الأشياء التي يجدها بعض الناس ترفيهية ما يلي.

### الصيد
ارتبط الصيد بترحال البشر، أما بعد مرحلة الاستقرار واكتشاف الزراعة والرعي والأنشطة المرتبطة بالاستقرار والعمران، أصبح الصيد يمارس لإبعاد الحيوانات المفترسة التي تهدد القرى والثروة الحيوانية التي كان يربيها البشر.وتطور الأمر إلى أن أصبح رياضة للترفيه من قبل النبلاء والسادة وكثير من الهواة، ومن ذلك رياضة الصيد في العصور الوسطى ومن ذلك الصيد بالكلاب والصقور وباستخدام القوس والنشاب.

### الرسوم المتحركة

حصان بالرسوم المتحركة

يجد بعض الناس الرسوم المتحركة ترفيهية. وبالمثل، فإن بعض الناس تجد رسوم الكارتون ترفيهية.

### السينما والمسرح
يجد العديد من الناس السينما و/أو المسرح وأي أداء حي آخر مثل السيرك والمسرحيات الموسيقية والهزلية والمونولوجات والتمثيليات الصامتة، ترفيهية.

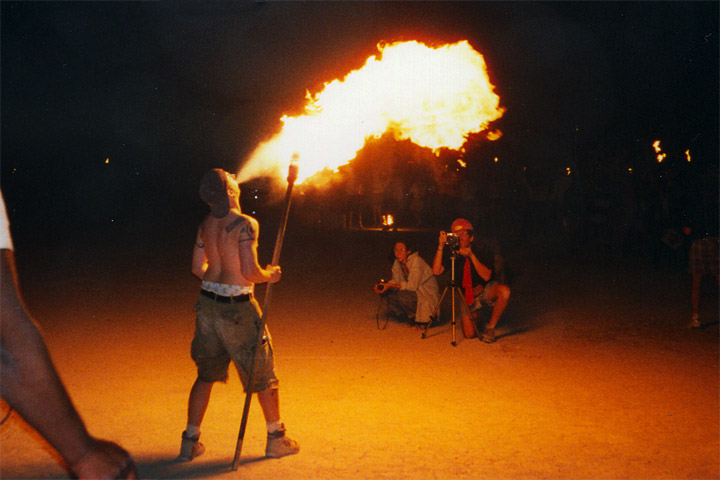
سيرك - متنفس النار

### الكوميديا
تقدم الكوميديا الضحك والتسلية. حيث يؤخذ الجمهور على حين غرة، سواء بالمحاكاة أو الهجاء لتأثير غير متوقع أو عكس التوقعات لمعتقداتهم الثقافية. وتعد أفلان الكوميديا التهريجية، النكتة المنظمة، النكتة الرصدية من أشكال الكوميديا التي طورت منذ الأيام الأولى للمهرجين والمنشدين المتجولين.

### الرسوم الهزلية
يتألف الكاريكاتير من نصوص ورسومات تنقل سرد مسلي. حيث تدور العديد من القصص المصورة الشهيرة حول أبطال عظام مثل سوبرمان، باتمان. ومن ناشري الكتي المصورة; مارفل كومكس ودي سي كوميكس. والمانجا هي الكلمة اليابانية للرسوم الهزلية والكرتون المطبوع.
يعد الكاريكاتير ترفيه رسومي. وقد يختلف الهدف منه من مجرد وضع ابتسامة على وجه المشاهدين، إلى رفع مستوى الوعي الاجتماعي، لتسليط الضوء على الرذائل الأخلاقية لشخص مرسوم.

### الرقص والموسيقى

الرقص

يجد كثير من الناس الرقص الاجتماعي مسلي، بالإضافة إلى كونه منتدى شعبي للتفاعل الاجتماعي. وبدلا من ذلك، يتمتع بعض الناس بمجرد الاستماع أو مشاهدة الترفيه الموسيقي بمختلف أشكاله، في بيئات خاصة أو عامة.

### القراءة
يجد كثير من الناس أيضا في القراءة هواية مسلية ومثيرة، على الرغم من اختيار مختلف الناس لأنواع مختلفة من الكتب والمجلات، ويستمتع البعض بالتلفزيون ومجلات المشاهير عن القيل والقال، على سبيل المثال.

### الألعاب

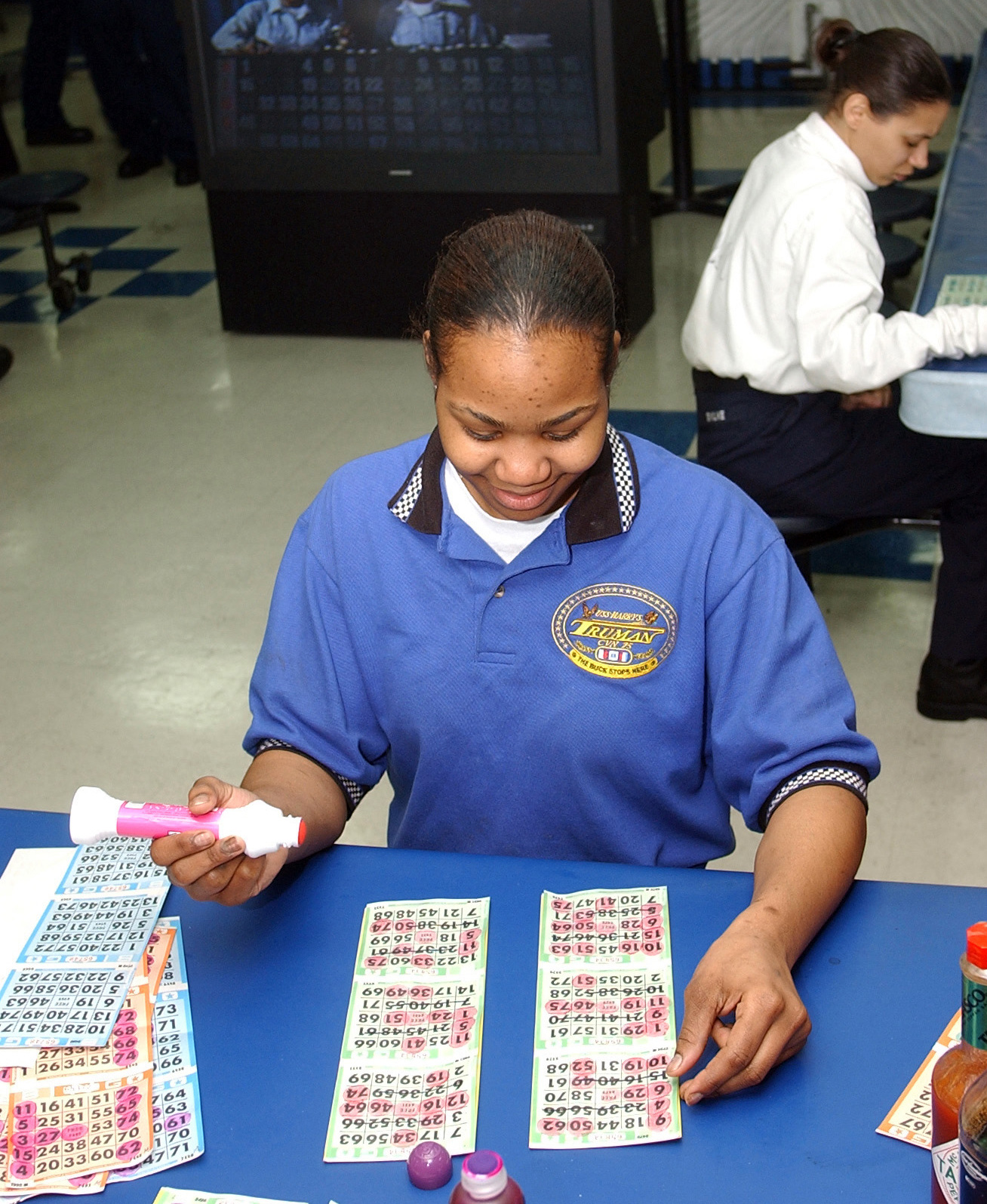
لعب البنجو

توفر الألعاب الاسترخاء واللهو. حيث يمكن لعب الألعاب بواسطة شخص واحد لأغراض التسلية الخاصة، أو من قبل مجموعة من الناس. وقد يلعب البعض لتحقيق انجاز أو مال، مثل المقامرة أو البنجو. وقد تنطوي بعض الألعاب مثل السباقات، الشطرنج أو الداما على براعة جسدية أو عقلية. وقد توجه الألعاب للأطفال، أو قد يتم لعبها في الهواء الطلق مثل البولينج في الحديقة. وقد تكون المعدات ضرورية للعبة مثل اوراق اللعب للعب الورق، أو اللوحة وعلامات الألعاب للعبة مثل الاحتكار، أو الطاولة. وهناك عدد قليل قد يكون لعب بالكرة، خدعة الرجل الأعمى، ألعاب الألواح، ألعاب الورق، ألعاب الأطفال، الكروكيه، الفريسبي، الغميضة، ألعاب الأرقام، الألوان، وألعاب الفيديو.

### أشكال أخرى للترفيه

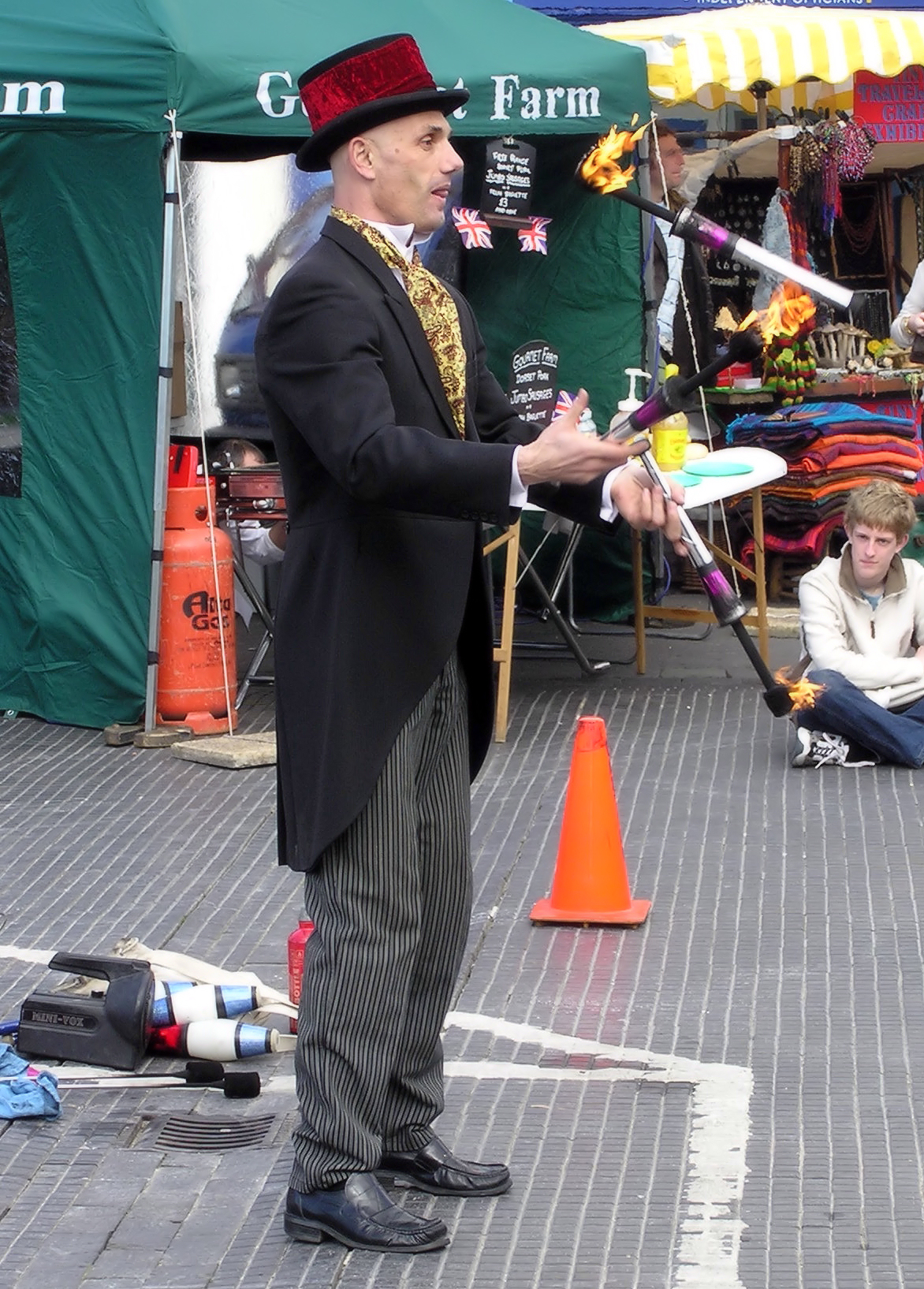
متلاعب يسلي في الهواء الطلق في ديفازس، ويلتشير، إنجلترا

- حفل موسيقي
- محاضرة
- السحر
- الرياضة
- الإعلام
- عمل مسرحي ساخر
- التلفزيون
- الراديو
- الرقص

## وصلات خارجية
- Entertainment على مشروع الدليل المفتوح